# Schachtschleuse Minden

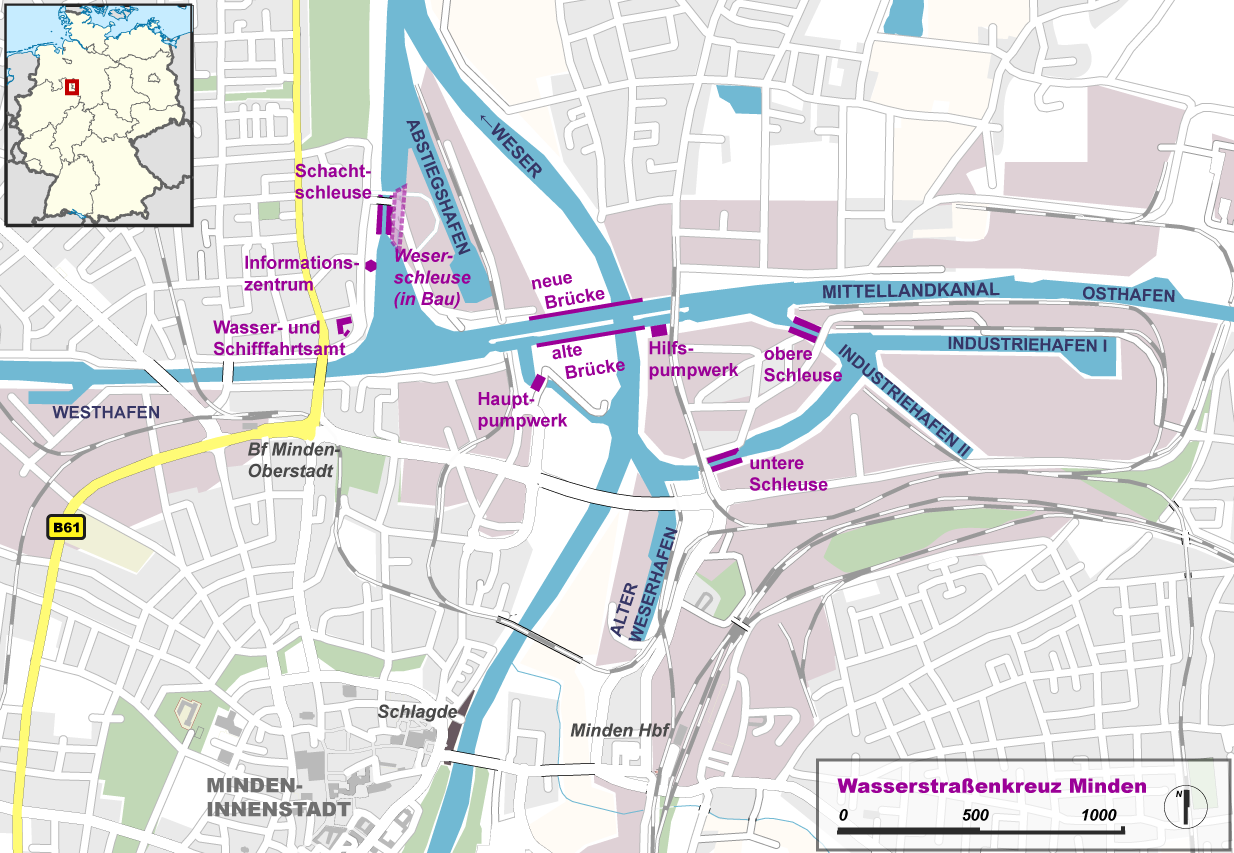
Die Mindener Häfen am Wasserstraßenkreuz Minden

Die Schachtschleuse Minden wurde von 1911 bis 1914 im Rahmen des Baus des Mittellandkanals am Wasserstraßenkreuz Minden als Nordabstieg zur Weser gebaut und stellt damit die kürzeste Verbindung zwischen Mittellandkanal und Weser her. Zur selben Zeit wurde am Dortmund-Ems-Kanal eine im Wesentlichen baugleiche Schleuse errichtet, die Schachtschleuse Henrichenburg. Die Mindener Schleuse hat eine nutzbare Kammerlänge von 85 Metern und ist 10 Meter breit. Durch die seitlich angeordneten, in die Konstruktion integrierten, Sparbecken mit einem Füllungsvermögen von 7300 m³ (nur 4000 m³ werden in die Weser abgelassen) ist sie im Gegensatz zum Südabstieg über Ober- und Unterschleuse wassersparend und war damit zur Bauzeit auf dem neuesten Stand der Technik.
Das Bauwerk gilt als technische Attraktion in Minden.
Im Rahmen des Ausbaus der Mittelweser und des Mittellandkanals auf die neue Größenklasse Großmotorgüterschiff ist sie seit 2017 durch die Weserschleuse Minden ergänzt worden.

## Geschichte
Von 1988 bis 1989 wurde die Schachtschleuse Minden grundsaniert. Von Februar 1993 bis April 1993 wurden die technischen Einbauten erneuert, da sie nicht ausreichend standfest gegen das durch Abwassereinleitung salzhaltige Weserwasser waren.

## Verlauf einer Schleusung
Die Schachtschleuse Minden verfügt über insgesamt 6 Türme, die ihr markantes Erscheinungsbild ausmachen. Am Unterhaupt der Schleuse befinden sich zwei große Türme, in diesen sind die Gegengewichte für das 63 Tonnen schwere Hubtor befestigt. Die vier kleineren Türme sind sogenannte Ventiltürme, sie steuern die jeweils vier Sparkammern unter ihnen. Die Schachtschleuse verfügt so über insgesamt 16 Sparkammern, von der immer die vier auf der jeweiligen Ebene gleichzeitig geöffnet werden. An jedem Ventilturm befinden sich gelbe Anzeiger, die den aktuellen Status der Kammern wiedergeben: Ist eine Kammer geöffnet, so ist die jeweilige gelbe Markierung angehoben. Die Schachtschleuse verfügt am Oberhaupt über ein Klapptor.
Bei einer Schleusung zu Berg (also von der Weser in den Mittellandkanal) werden nach einer Schließung des Untertors und der Ventile zuerst die untersten vier Kammern geleert, anschließend die Kammern in der Reihenfolge darüber. Sobald alle Kammern geleert sind, sind circa 60 % des Höhenunterschieds ausgeglichen (tatsächliche Höhe variiert nach Pegelstand der Weser). Anschließend werden die Ventile zum Kanal geöffnet (je nach Schleusung in zwei oder drei Stufen, damit die Strömung in der Kammer nicht zu hoch wird), das restliche Wasser wird aus dem Kanal bezogen. Sobald die Höhendifferenz ausgeglichen ist, kann das Klapptor geöffnet werden.
Bei einer Schleusung zur Tal (also vom Mittellandkanal in die Weser) werden nach der Schließung des Klapptors und der Ventile zuerst die vier obersten Kammern gefüllt, anschließend von oben nach unteren die weiteren zwölf Kammern. Sobald dies erfolgt ist, werden die Ventile zur Weser geöffnet, um das restliche Wasser in die Weser entweichen zu lassen. Dies geschieht ebenfalls in zwei oder drei Stufen. Anschließend kann das Hubtor geöffnet werden.
Die Schleusenkammer der Schachtschleuse verfügt über mehrere versetzt liegende Zuströmkanäle, um die Strömungen, die während der Schleusung entstehen, möglichst kontrollierbar zu halten.

## Technische Geschichte
Die Schachtschleuse steht neben der Kanalbrücke und dem Hauptpumpwerk seit 1987 unter Denkmalschutz. Die drei Gebäude sind in die Denkmalliste der Stadt Minden eingetragen.

## Briefmarke
Im Jahr 2014 wurde anlässlich 100 Jahre Schachtschleuse eine Briefmarke nach einem Entwurf von Ursula Lautenschläger herausgegeben. Die Briefmarke zeigt das erste Gebäude aus Ostwestfalen-Lippe auf einer Briefmarke dar.

## Galerie

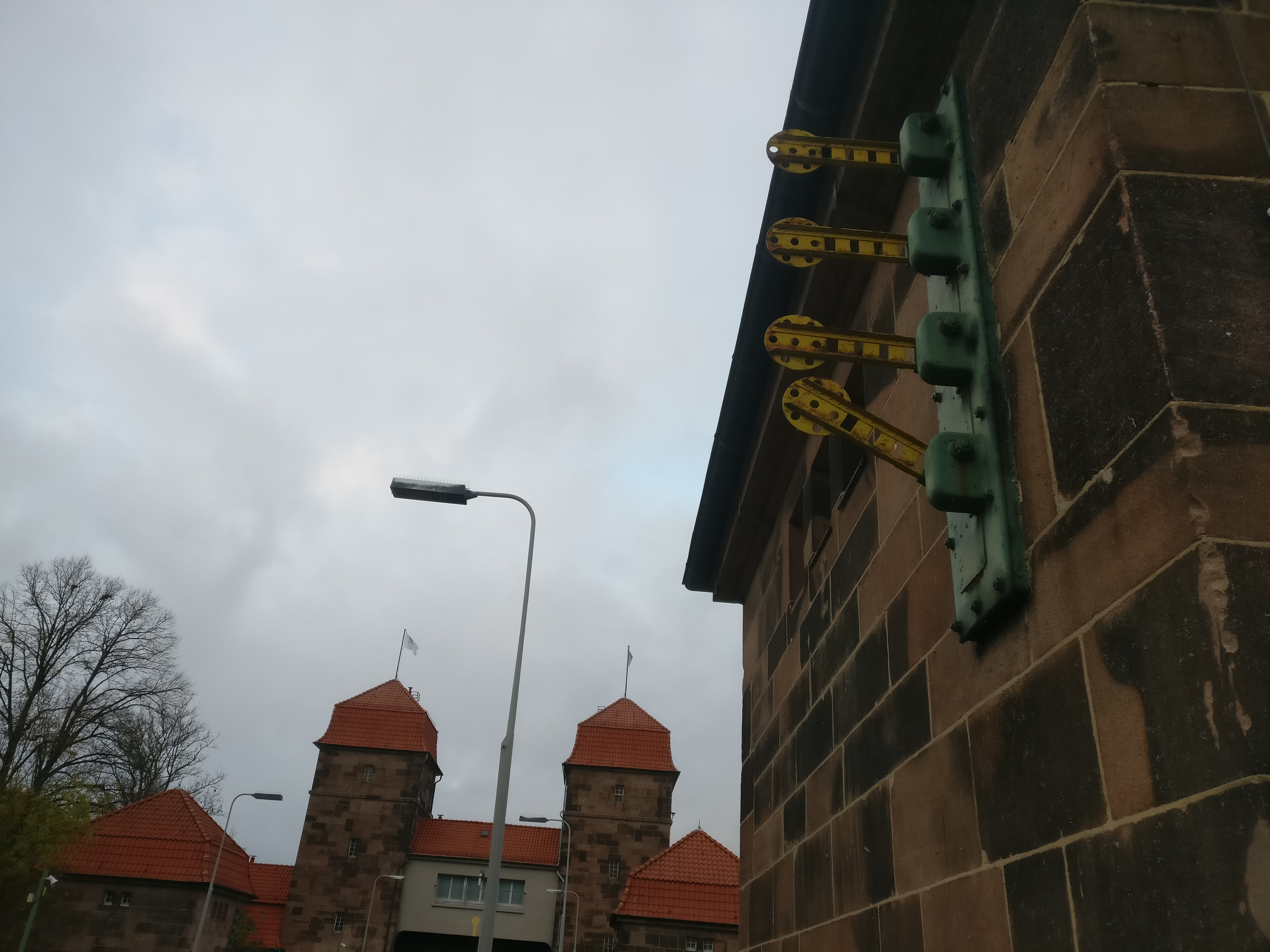
Statusanzeiger der Sparkammern, hier ist die unterste geöffnet.
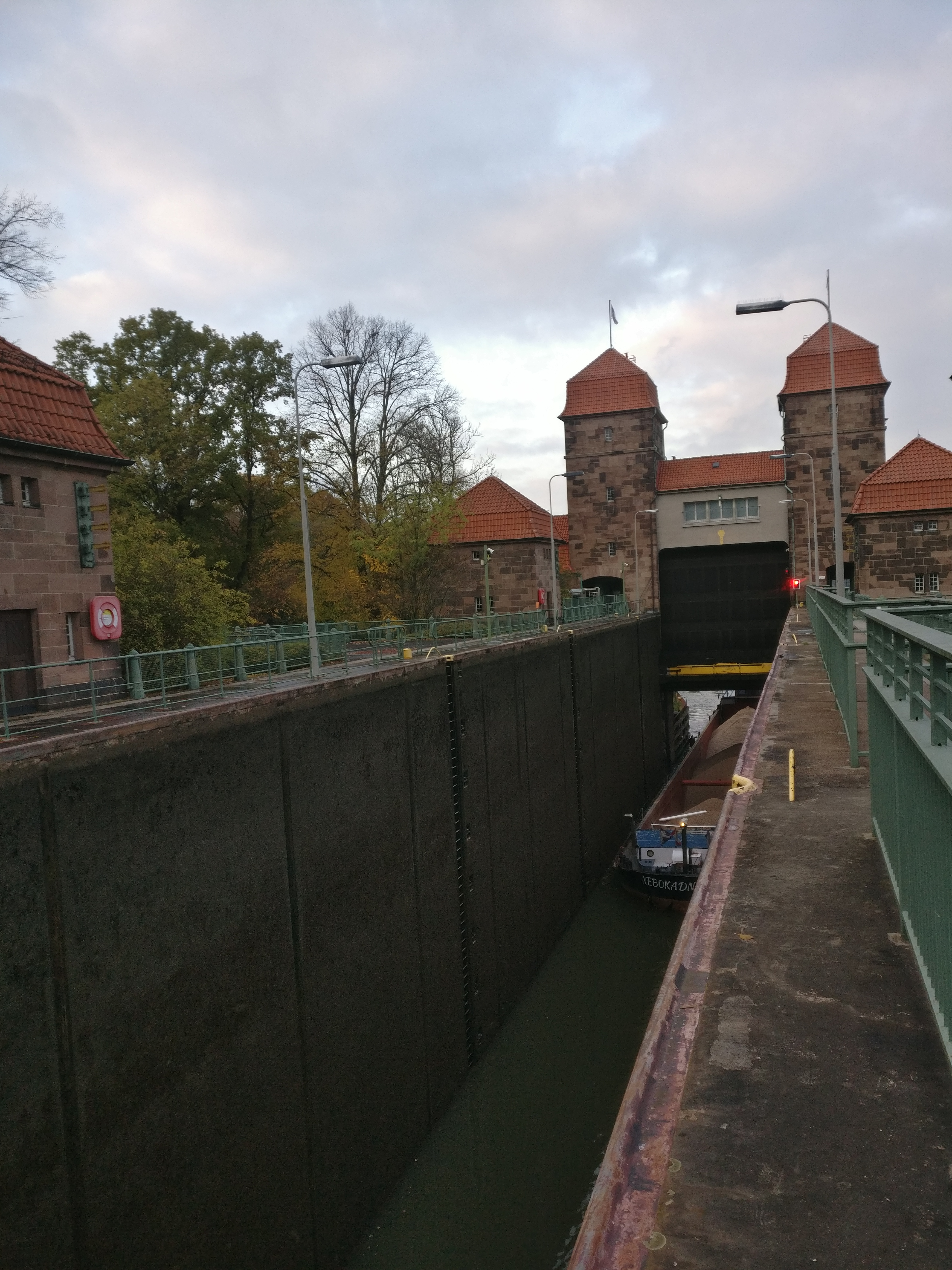
Einfahrt eines Schiffes in die Schleuse, von der Schleusenkammer aus gesehen.
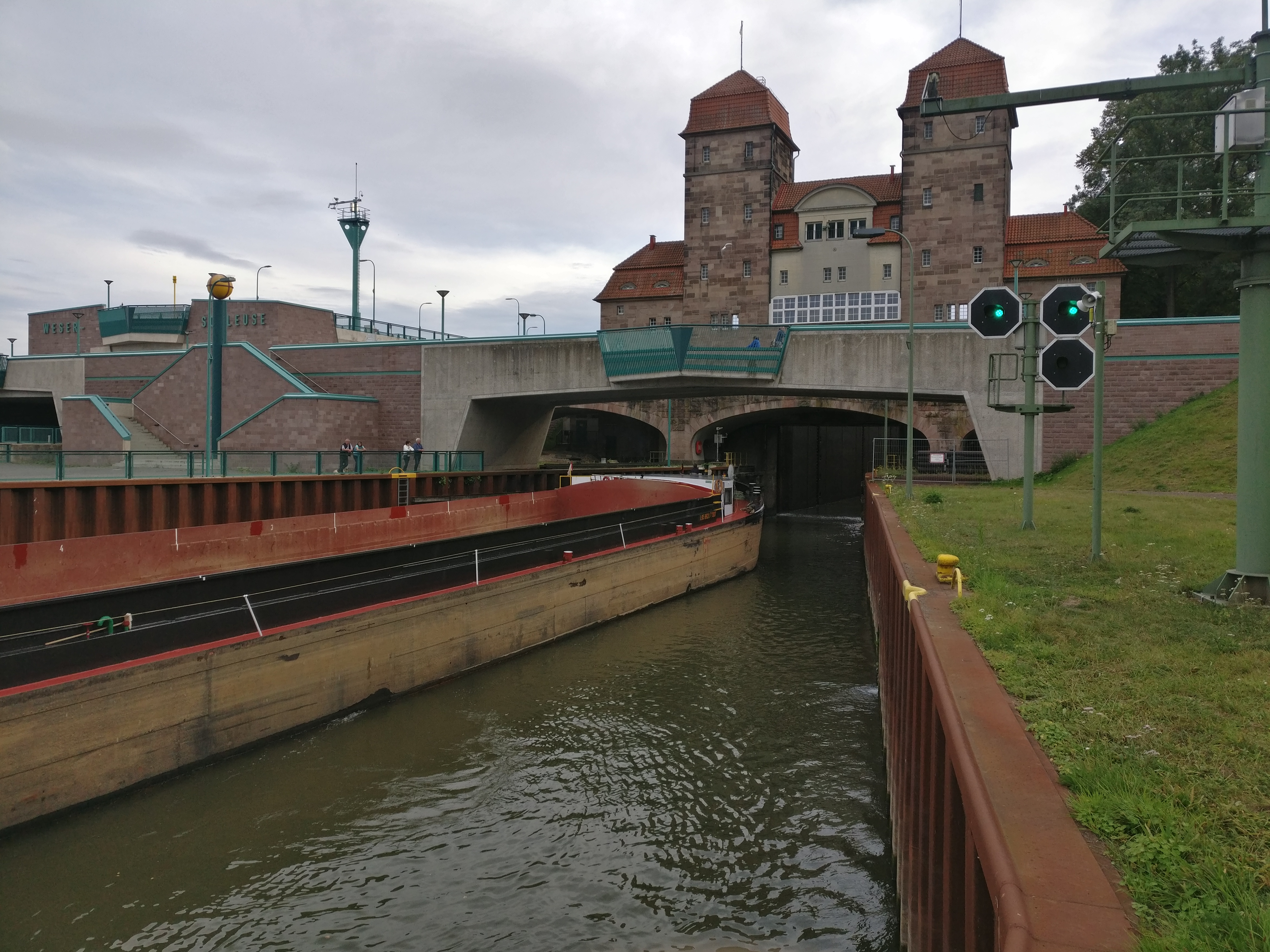
Einfahrt eines Schiffes von der Unterseite der Schleuse aus gesehen.
Panorama über das Gelände der Schachtschleuse, von der Weserschleuse aus gesehen.
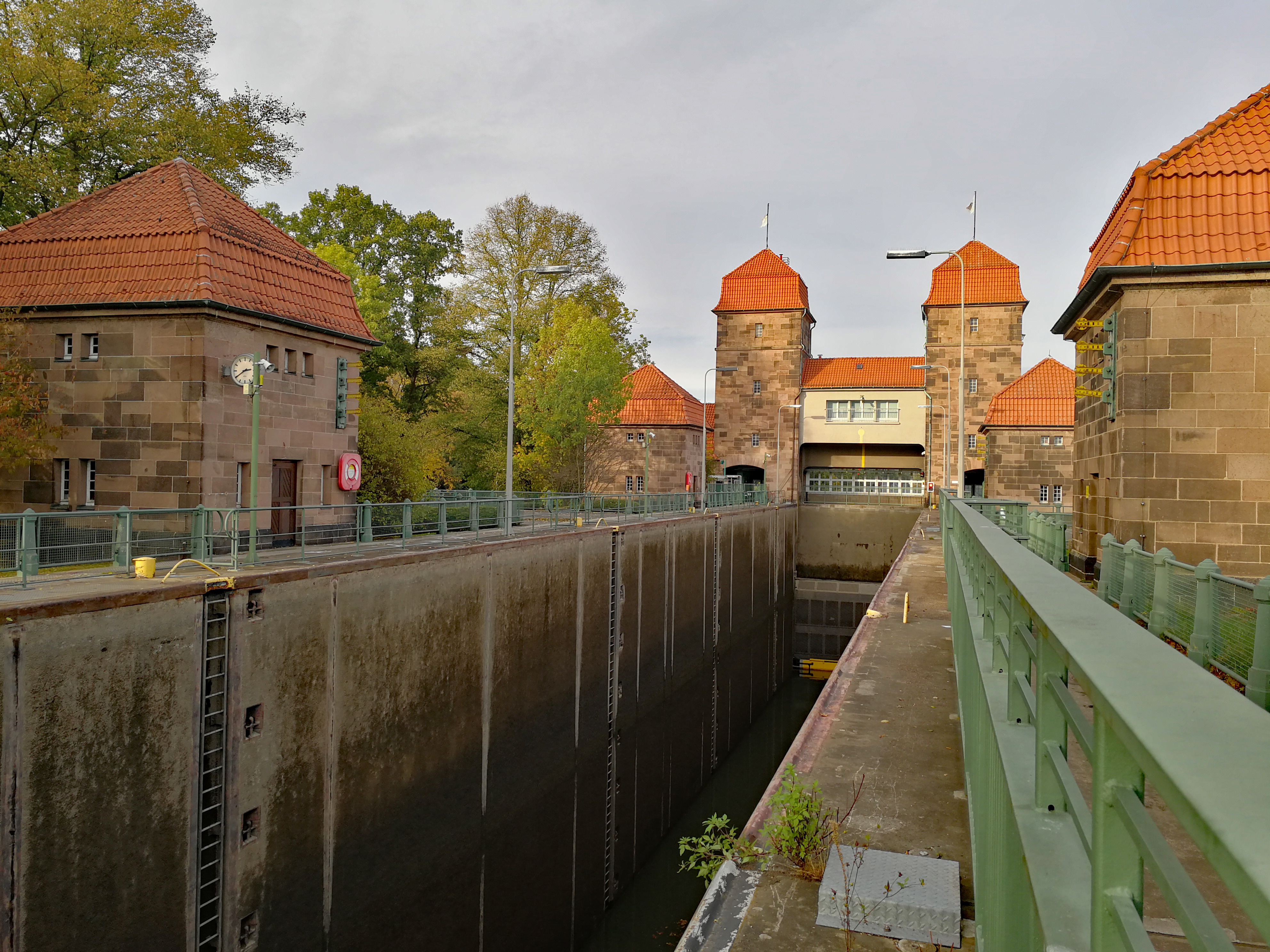
Blick auf die geleerte Kammer der Schachtschleuse
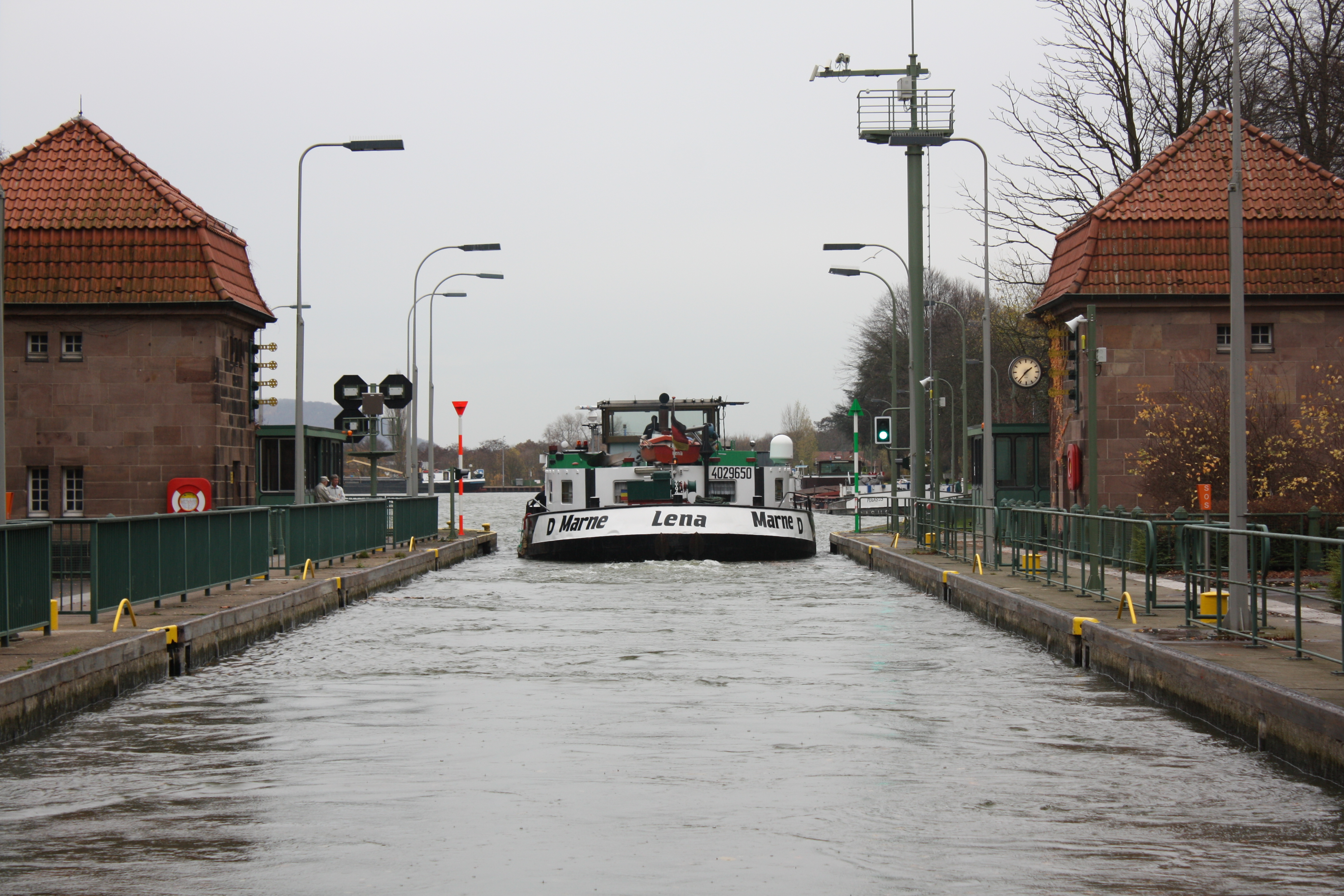
Blick auf das geöffnete obere Tor der Schleuse
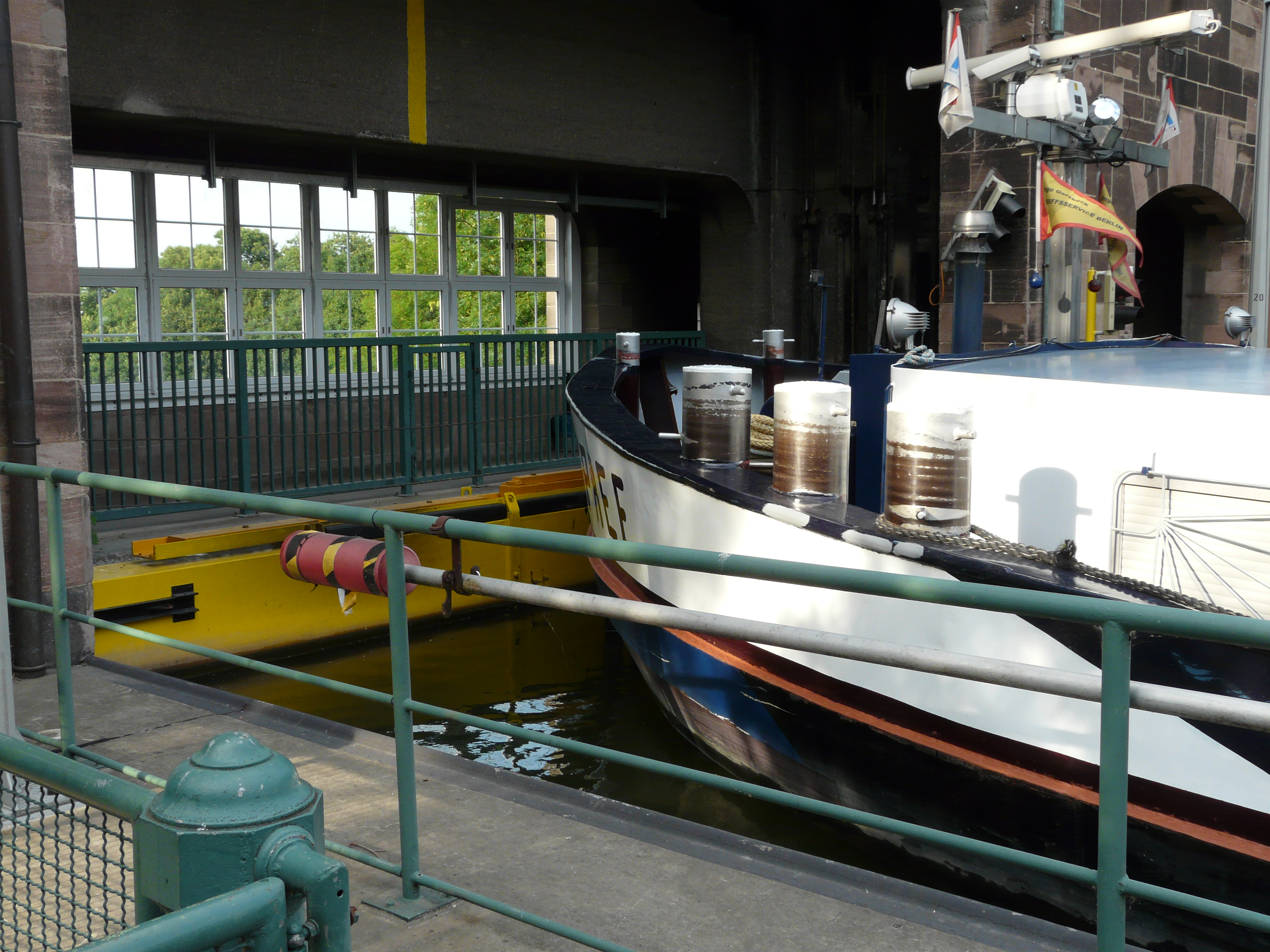
Der gelbe Balken aus Holz und Stahl dient dem Schutz vor Kollision mit dem unteren Tor und passt sich an das Wasserniveau an.
- Ablauf von Wasser in die Weser sowie Öffnung des Hubtors um Unterhaupt.
- Bezug von Wasser aus dem Kanal sowie Öffnung des Klapptors am Oberhaupt.